# Bảo tàng Melbourne
Bảo tàng Melbourne là một bảo tàng lịch sử tự nhiên và văn hóa tọa lạc ở Vườn Carlton ở Melbourne, Úc.
Nằm liền kề với Tòa nhà Triển lãm Hoàng gia, đây là bảo tàng lớn nhất ở Nam bán cầu. Bảo tàng được mở cửa vào năm 2000 như một dự án của Chính quyền bang Victoria, thay mặt cho Bảo tàng Victoria, người điều hành địa điểm này.
Bảo tàng Melbourne là một phản ứng phong phú với điều kiện đô thị của Melbourne, và cung cấp một nơi để giáo dục, lịch sử, văn hóa và xã hội gắn kết với nhau trong một khung cảnh đương đại. Đây hiện là một phần quan trọng trong cơ sở hạ tầng mềm của Melbourne và luôn được xếp hạng là một trong những bảo tàng và điểm du lịch nổi tiếng nhất ở Úc, giành giải 'Thu hút khách du lịch tốt nhất' tại Giải thưởng Du lịch Úc năm 2011.
Ngoài các phòng trưng bày, bảo tàng còn có các không gian như Nhà hát vòng tròn Sidney Myer và Nhà hát Thời đại, cũng như Trung tâm Khám phá miễn phí, quán cà phê và cửa hàng lưu niệm. Kể từ năm 2016, nó sở hữu màn hình Nhà hát IMAX lớn nhất thế giới, cũng là một phần của quần thể bảo tàng, chiếu các bộ phim và phim tài liệu ở định dạng 3-D màn hình lớn.